# Brazil Masters
Brazil Masters är en inbjudningsturnering i snooker som spelas första gången hösten 2011. Det är första gången som en proffsturnering på snookertouren spelas i Sydamerika. 16 spelare deltar i turneringen.

## Vinnare
| År   | Vinnare      | Motståndare | Resultat | Säsong  |
| ---- | ------------ | ----------- | -------- | ------- |
| 2011 | Shaun Murphy | Graeme Dott | 5 - 0    | 2011/12 |